# Mistrzostwa Świata w Podnoszeniu Ciężarów 1910
Mistrzostwa Świata w Podnoszeniu Ciężarów 1910 – 13. i 14. edycja mistrzostw świata w podnoszeniu ciężarów, które odbyły się dwukrotnie: od 4 do 6 czerwca w Düsseldorfie oraz od 9 do 10 października w Wiedniu. W obydwu turniejach dominowali Austriacy i Niemcy.

## Rezultaty

### Turniej I – Düsseldorf
Udział wzięło 57 zawodników.
| Kategoria: | Złoto         | Srebro          | Brąz             |
| 60 kg      | Emil Kliment  | Alfred Anschütz | Franz Schmitz    |
| 70 kg      | Eugen Ruhland | Karl Swoboda    | Josef Schwabl    |
| 80 kg      | Hans Abraham  | Karl Ackermann  | Rudolf Oswald    |
| 80+ kg     | Josef Grafl   | Heinrich Rondi  | Berthold Tandler |

### Turniej II – Wiedeń
Udział wzięło 15 zawodników.
| Kategoria: | Złoto                | Srebro       | Brąz             |
| 80 kg      | Leopold Hennermüller | Johann Eibel | Leopold Bartasek |
| 80+ kg     | Josef Grafl          | Karl Swoboda | Berthold Tandler |

## Tabela medalowa
| Poz. | Państwo              |   |   |   | Łącznie |
| ---- | -------------------- | - | - | - | ------- |
| 1    | Cesarstwo Austrii    | 4 | 3 | 5 | 12      |
| 2    | Cesarstwo Niemieckie | 2 | 3 | 1 | 6       |
|      | Łącznie              | 6 | 6 | 6 | 18      |